# Acetildigitoxina
La acetildigitoxina es un glucósido cardiaco. Se trata de un derivado acetilado de la digitoxina.